# Grand Rapids Blizzard
Le Grand Rapids Blizzard sono state una franchigia di pallacanestro della NWBL, con sede a Grand Rapids, nel Michigan, attive nel 2003.
Disputarono il campionato del 2003, terminando con un record di 7-14. Si sciolsero al termine della stagione.

## Stagioni
| Stagione | Lega | Denominazione         | V | P  | %    | Piazzamento | Play-off    |
| -------- | ---- | --------------------- | - | -- | ---- | ----------- | ----------- |
| 2003     | NWBL | Grand Rapids Blizzard | 7 | 14 | 33,3 | 6º          | Primo turno |